# Franky Van der Elst
Franky Van der Elst (Ninove, 30 april 1961) is een Belgisch voormalig voetballer die in de regel als verdedigende middenvelder speelde, maar ook als centrale verdediger werd opgesteld. Hij was tussen 1979 en 1999 actief voor RWDM en Club Brugge.
Van der Elst heeft het record van de meeste wedstrijden aller tijden bij Club Brugge achter zijn naam: 615 wedstrijden. Voorts was hij jarenlang aanvoerder. Bovendien kwam hij van 1984 tot 1998 uit voor de Rode Duivels. Hij was aanwezig op de WK's van 1986, 1990, 1994 en 1998 en is een van drie Belgische spelers in de door voetballegende Pelé geformeerde FIFA 100, waarin de beste voetballers aller tijden werden opgenomen : de anderen zijn Jan Ceulemans en Jean-Marie Pfaff.
Van der Elst werd geprezen voor zijn leiderscapaciteiten, spelinzicht en balrecuperaties. Hij draagt als bijnamen The Fox (De vos) en De Stofzuiger. In 1999 werd hij actief als trainer  en sindsdien ging hij ook aan de slag als analist en commentator voor onder andere Sporza en DAZN Eleven Sports.

## Voetballer

### RWDM
Franky Van der Elst speelde in de jeugd van RWDM toen hij in 1979 debuteerde in het A-elftal. In de laatste wedstrijd van het seizoen 1978/79 mocht hij invallen voor clubicoon Johan Boskamp.
Een seizoen later werd Jean-Pierre Borremans trainer en kreeg de 19-jarige Van der Elst geen enkele speelkans. Pas een jaar later, toen Boskamp het roer van Borremans overnam, kreeg hij opnieuw speelgelegenheden.
Vanaf het seizoen 1981/82 werd Van der Elst een vaste waarde bij RWDM. Hij werd de motor op het middenveld en voetbalde zich steeds vaker in de belangstelling van de nationale ploeg. In 1984 werd hij voor de eerste keer opgeroepen door bondscoach Guy Thys. Dat jaar ruilde hij ook het dan echter net gedegradeerde RWDM in voor Club Brugge.

### Club Brugge
Bij Club Brugge was hij in de zomer van 1984 een van de belangrijkste nieuwkomers samen met Leo Van der Elst en Tew Mamadou. Op het middenveld kreeg hij in die dagen veel steun van o.a. Leo Van der Elst en Jan Ceulemans. Hij werd met Club in zijn eerste seizoen vicekampioen.
Een jaar later zorgde onder meer de komst van aanvaller Jean-Pierre Papin voor een nieuwe kracht. Club Brugge veroverde de Beker van België en verloor na testwedstrijden nipt de landstitel. Van der Elst werd uiteindelijk pas in 1988 voor de eerste keer kampioen. Dat jaar had hij met Club Brugge ook de halve finale van de UEFA Cup bereikt. In dat toernooi had Brugge dat seizoen onder meer Borussia Dortmund uitgeschakeld. Club zette toen in eigen huis een 3-0 nederlaag recht door na verlengingen met 5-0 te winnen. Franky Van der Elst scoorde het eerste doelpunt uit de verlengingen en stelde zo mee de zege veilig.
Begin jaren 90 vertrokken enkele belangrijke sterkhouders. Marc Degryse vertrok naar RSC Anderlecht en Jan Ceulemans zette wegens een blessure een punt achter zijn loopbaan. Vanaf dan werd Van der Elst het boegbeeld van Club Brugge en aanvoerder van het elftal. Hij werd er in 1990 voor beloond met zijn eerste Gouden Schoen. Een zware klus die hij tot een goed einde bracht want Club groeide midden jaren 90 uit tot een van de sterkste clubs van het land. Het seizoen 1995/96 sloot Club Brugge af als kampioen en Van der Elst was een van de uitblinkers geweest. Het leverde hem enkele maanden later zijn tweede Gouden Schoen op. Twee jaar eerder was hij tweede geworden bij het referendum van de Gouden Schoen (januari 1995) achter Aalst-spits Gilles De Bilde.
In 1997 werd Van der Elst opnieuw nipt tweede bij de uitreiking van de bekendste Belgische voetbaltrofee, achter Pär Zetterberg. Van der Elst had toen op gelijke hoogte van Jan Ceulemans en Wilfried Van Moer kunnen komen. Van der Elst, die bekendstond als de stofzuiger op het middenveld, voetbalde uiteindelijk nog tot 1999 in dienst van blauw-zwart. Van der Elst is de speler met de meeste wedstrijden bij Club Brugge, hij kwam 615 keer in actie voor blauw-zwart. Hij nam als speler afscheid van het voetbal en ging aan de slag als trainer.

## Nationale ploeg
Op 19 december 1984 voetbalde Franky Van der Elst voor de eerste keer in dienst van de Rode Duivels. Het ging om de WK-kwalificatiewedstrijd tegen Griekenland. Bondscoach Guy Thys nam hem nadien mee naar het WK 1986 in Mexico. Hij kwam enkel in de groepsfase in actie. België werd uiteindelijk vierde, tot het WK 2018 het beste WK-resultaat ooit van de Rode Duivels.
België plaatste zich niet voor EURO '88, maar mocht twee jaar later wel naar het Wereldkampioenschap '90 in Italië. Van der Elst speelde elke wedstrijd en haalde met België de tweede ronde. Daarin zorgde de Engelsman David Platt in de verlengingen voor de uitschakeling.
Paul Van Himst werd de nieuwe bondscoach maar kon zich net als zijn voorganger niet plaatsen voor het EK in Zweden. Het WK van 1994 in de Verenigde Staten haalde Van Himst wel. Opnieuw mocht Van der Elst mee en speelde hij elke wedstrijd. De Rode Duivels sneuvelden in de tweede ronde na een omstreden duel tegen Duitsland. Voordien had België wel met 1-0 gewonnen van Oranje. Enkele maanden na het WK zette Van der Elst tijdelijk een punt achter zijn internationale carrière.
In 1998 begon Van der Elst aan zijn laatste internationaal toernooi. Onder leiding van bondscoach Georges Leekens, die hij nog als trainer had gekend bij Club Brugge, trok Van der Elst naar het WK 1998 in Frankrijk. Leekens was de man die Van der Elst terug naar de nationale ploeg had gehaald. Opnieuw stond hij elke partij op het veld, maar de Rode Duivels werden derde in Groep E en waren uitgeschakeld. Bovendien kreeg Van der Elst op het toernooi ruzie met ploeggenoot Enzo Scifo, die na het toernooi zou weigeren nog ooit voor België te spelen zolang Leekens bondscoach was. Van der Elst vond dat Scifo een negatieve invloed had nadat Scifo onder Leekens op de bank verzeild raakte. Het WK in Frankrijk was het laatste WK van Van der Elst, die in totaal 86 keer voor de nationale ploeg speelde.
Op 25 maart 1998 scoorde hij zijn eerste en enige doelpunt voor België. Het ging om het eerste doelpunt in een vriendschappelijke wedstrijd tegen Noorwegen. De wedstrijd eindigde uiteindelijk op 2-2.

## Trainer
Na zijn spelersloopbaan werd hij gedurende vier seizoenen coach van Germinal Beerschot, een club uit Antwerpen die dat jaar was voortgekomen uit de samensmelting van Germinal Ekeren en Beerschot VAV. Met Germinal Beerschot nestelde Van der Elst zich in de middenmoot en hij had in die periode spelers als Marc Degryse, Gunther Hofmans, Wesley Sonck, Moumouni Dagano, Philip Haagdoren, Dirk Huysmans en Paul Kpaka ter zijner beschikking, maar na een vierde en teleurstellend seizoen mocht hij opstappen.
Van der Elst volgde nadien Paul Put op bij KSC Lokeren, een club die hij van de degradatieplaatsen naar de veilige zone loodste. Lokeren had een topjaar achter de rug, maar kende een enorme terugval (door onder meer het vertrek van hun targetspits Sambegou Bangoura) en Paul Put betaalde hiervoor nog voor Nieuwjaar 2004 al het gelag. Maar een jaar later werd Van der Elst zelf aan de deur gezet. Van der Elst zat toen een tijd zonder club.
Bij Club Brugge was ondertussen succescoach Trond Sollied vertrokken. De Brugse supporters hoopten op Jan Ceulemans, destijds aan de slag als hoofdtrainer bij KVC Westerlo, als nieuwe trainer. Zo geschiedde. Sportief manager Marc Degryse nam Ceulemans aan en haalde met Van der Elst nog een vertrouweling aan boord als assistent. René Verheyen, die reeds assistent-trainer van Club Brugge was sinds de tijd van trainer Hugo Broos (1991–1997), bleef na het vertrek van Sollied aan als de tweede assistent. Van der Elst, Degryse en Ceulemans voetbalden tijdens de jaren tachtig samen voor Club Brugge en wonnen in 1988 samen de Belgische landstitel. Het Europese wonder tegen Borussia Dortmund maakten ze ook samen mee. De drie gewezen ploegmaats moesten een succesformule worden, maar dat pakte anders uit. De resultaten vielen tegen in de competitie en Degryse zette Ceulemans en Verheyen daarom aan de deur. Van der Elst bleef als hulptrainer en toonde zich erg geëmotioneerd door het ontslag van Ceulemans. Degryse, die tegenvallende transfer na tegenvallende transfer begon te realiseren, stapte nadien zelf op en in 2007 ging Van der Elst weg.
Daarna nam Van der Elst FC Brussels onder zijn hoede. FC Brussels was de nieuwe naam van RWDM, de club waar Van der Elst als speler zijn debuut had gemaakt. Maar door de teleurstellende resultaten werd het contract van Van der Elst op het einde van het seizoen niet verlengd. De grootste verwezenlijking van Van der Elst bij Brussels was de ontdekking van Cheikhou Kouyaté. De Senegalees werd door Van der Elst in het team geplaatst en versierde zo een transfer naar RSC Anderlecht.
Vanaf januari 2009 was Franky Van der Elst trainer van tweedeklasser KVSK United (de club veranderde haar naam in 2010 na een fusie met KFC Racing Mol-Wezel in Lommel United). Met die club werd hij in 2011 vicekampioen in Tweede Klasse en greep hij net naast de promotie ten voordele van Oud-Heverlee Leuven. Ook via de eindronde kon Lommel niet promoveren.
Op 2 september 2011 volgde Van der Elst de pas ontslagen Guido Brepoels op bij eersteklasser Sint-Truidense VV. STVV degradeerde dat seizoen uit de Jupiler Pro League, waarop Van der Elst op 14 juni 2012 ontslagen werd door het nieuwe bestuur. De ex-Rode Duivel bleef vervolgens twee seizoenen zonder club. Vanaf het seizoen 2014–2015 ging Van der Elst aan de slag als hoofdtrainer bij tweedeklasser KSV Roeselare, waar hij twee seizoenen in de middenmoot eindigde. In 2016 kreeg Van der Elst zijn ontslag op Schiervelde.
In september 2016 werd hij bij België –19 de assistent van bondscoach Gert Verheyen. Toen Verheyen twee jaar later hoofdtrainer werd van KV Oostende, volgde Van der Elst hem naar de kustclub om te fungeren als Verheyens assistent-trainer.
In de aanloop naar het seizoen 2020-2021 werd met Alexander Blessin een nieuwe trainer aangesteld voor de kustploeg. Blessin koos om een eigen assistent mee te nemen in zijn trainersstaf, waardoor Van der Elst kon beschikken bij KV Oostende.

## Erelijst

### Club Brugge
Kampioen (5)
1987–88, 1989-90, 1991-92, 1995-96, 1997-98
Beker van België (4)
1985–86, 1990–91, 1994–95, 1995–96
Belgische Supercup (7)
1986, 1988, 1990, 1991, 1992, 1994, 1996

### Speler
Gouden Schoen
Winnaar (2): 1990, 1996
Tweede (2): 1994, 1997

## Trivia
- Met 86 A-caps staat hij samen met Eric Gerets op een gedeelde dertiende plaats in de Lijst van spelers van het Belgisch voetbalelftal naar aantal interlands.
- Gewezen doelman Jean-Marie Pfaff zei ooit het volgende over Van der Elst: "Als hij de bal met zijn borst controleert, valt zijn rugnummer eraf." Pfaff, die zijn bewondering uitsprak voor Van der Elst, bedoelde hiermee dat Van der Elst een zeer rechtopstaande, indrukwekkende houding had als hij de bal controleerde, vooral met zijn borst. Van der Elst was voorts relatief elegant in zijn manier van lopen over het veld. De opmerking suggereert dat hij zijn borst zo ver naar voren stak (als een trotse, sterke atleet), dat zijn rug zo hol werd, dat zijn rugnummer er zogezegd "af zou vallen".[32]
- In de aflevering Toekomst van de VRT-jongerenreeks Buiten de zone, speelde toenmalig Club Brugge-speler Franky Van der Elst in verschillende scènes zichzelf.[33]
- Van der Elsts uiterlijk handelskenmerk is de scheefstaande neus gelijkend aan de voormalige Engelse doelman en icoon van Coventry City, Steve Ogrizovic. Ogrizovic werkte vroeger als buitenwipper in een nachtclub en geraakte slaags met jongelui. In het geval van Van der Elst is het uiterlijk kenmerk genetisch bepaald en in het geval van Ogrizovic is het uiterlijk kenmerk prominenter aanwezig.[a]
- In een van zijn columns uit november 2022 schreef de druk gelezen columnist Jan Segers van Het Laatste Nieuws dat Van der Elst met ouder worden "sprekender begon te lijken op" zanger, muzikant en liedschrijver Raymond van het Groenewoud. Van der Elst en Van het Groenewoud zijn de beste vrienden. Het Club Brugge-icoon is fan van diens muziek, Van het Groenewoud is evenwel fan van stadsrivaal Cercle Brugge.[34][35]

## Clubstatistieken
| Seizoen | Club        | Land            | Competitie     | Wed. | Goals |
| ------- | ----------- | --------------- | -------------- | ---- | ----- |
| 1978/79 | RWDM        | Vlag van België | Jupiler League | 1    | 0     |
| 1979/80 | RWDM        | Vlag van België | Jupiler League | 0    | 0     |
| 1980/81 | RWDM        | Vlag van België | Jupiler League | 6    | 0     |
| 1981/82 | RWDM        | Vlag van België | Jupiler League | 33   | 1     |
| 1982/83 | RWDM        | Vlag van België | Jupiler League | 32   | 2     |
| 1983/84 | RWDM        | Vlag van België | Jupiler League | 31   | 2     |
| 1984/85 | Club Brugge | Vlag van België | Jupiler League | 33   | 1     |
| 1985/86 | Club Brugge | Vlag van België | Jupiler League | 32   | 2     |
| 1986/87 | Club Brugge | Vlag van België | Jupiler League | 34   | 0     |
| 1987/88 | Club Brugge | Vlag van België | Jupiler League | 31   | 0     |
| 1988/89 | Club Brugge | Vlag van België | Jupiler League | 34   | 1     |
| 1989/90 | Club Brugge | Vlag van België | Jupiler League | 33   | 1     |
| 1990/91 | Club Brugge | Vlag van België | Jupiler League | 34   | 3     |
| 1991/92 | Club Brugge | Vlag van België | Jupiler League | 29   | 3     |
| 1992/93 | Club Brugge | Vlag van België | Jupiler League | 32   | 1     |
| 1993/94 | Club Brugge | Vlag van België | Jupiler League | 20   | 0     |
| 1994/95 | Club Brugge | Vlag van België | Jupiler League | 29   | 0     |
| 1995/96 | Club Brugge | Vlag van België | Jupiler League | 30   | 1     |
| 1996/97 | Club Brugge | Vlag van België | Jupiler League | 29   | 2     |
| 1997/98 | Club Brugge | Vlag van België | Jupiler League | 32   | 0     |
| 1998/99 | Club Brugge | Vlag van België | Jupiler League | 30   | 1     |
| Totaal  | Totaal      | Totaal          | Totaal         | 565  | 21    |

## Trainerscarrière
- 1999–2003: Germinal Beerschot
- okt 2003 – dec 2004: KSC Lokeren Oost-Vlaanderen
- 2005 – jan 2007: Club Brugge (assistent-trainer)
- jan 2008 – 2008: FC Brussels
- jan 2009 – 2010: KVSK United
- 2010 – sept 2011: Lommel United
- sept 2011–2012: Sint-Truidense VV
- 2014–2016: KSV Roeselare
- 2016–2018: België –19 (assistent-bondscoach)
- 2018–2020: KV Oostende (assistent-trainer)